# 501
Раннє Середньовіччя. У Східній Римській імперії триває правління Анастасія I. На Апеннінському півострові володіння Теодоріха Великого мають офіційний статус віцекоролівства Римської імперії. У Європі існують численні германські держави, зокрема Іберію та південь Галлії займає Вестготське королівство, Північну Африку захопили вандали, утворивши Африканське королівство, у Тисо-Дунайській низовині утворилося Королівство гепідів. На півночі Галлії панують салічні франки, у Західній Галлії встановилося Бургундське королівство.
У Південному Китаї править династія Південна Ці, на півночі — Північна Вей. В Індії правління імперії Гуптів. У Японії триває період Ямато. У Персії править династія Сассанідів.
На території лісостепової України в VI столітті виділяють пеньківську й празьку археологічні культури. VI століття стало початком швидкого розселення слов'ян. У Північному Причорномор'ї співіснують різні кочові племена, зокрема гуни, сармати, булгари, алани.

## Події
- Король бургундів Гундобад відмовився платити данину франкам. Він пішов війною на свого брата Годегіселя, союзника франків, й убив його.
- Папу Римського Симаха звинуватили в церковних злочинах. Віцекороль Теодоріх Великий призупинив його повноваження до скликання синоду. Наступного року синод постановив, що світська влада не має юрисдикції в таких питаннях, а Папу розсудить Суд Божий.
- У Константинополі понад 3 тис. людей загинуло під час сутичок між блакитною та зеленою партіями іподрому[1][2].

## Виноски
1. ↑  Joan Mervyn Hussey, The Cambridge medieval history, Volume 2, CUP Archive, 1967
2. ↑  Sébastien Le Nain De Tillemont, Histoire des empereurs et des autres princes qui ont régné durant les six premiers siècles de l'Eglise, Volume 6, Venise, François Pitteri, 173